# Georges Bronchard
Georges Bronchard foi um ciclista francês. Ele terminou em último lugar no Tour de France 1906.